# Гледајући телевизију
„Гледајући телевизију” је југословенска телевизијска серија снимљена 1977. године у продукцији Телевизије Београд.

## Улоге
| Глумац            | Улога |
| ----------------- | ----- |
| Богдан Диклић     |       |
| Тони Лауренчић    |       |
| Сузана Манчић     |       |
| Слађана Милошевић |       |
| Ташко Начић       |       |
| Дејан Петковић    |       |
| Јелица Сретеновић |       |
| Радмила Живковић  |       |

Комплетна ТВ екипа  ▼
| Редитељ    | Бранислав Кичић  |
| Сценариста | Милан Живковић   |
| Композитор | Зоран Симјановић |